# 小恰里螺
小恰里螺（学名：Kaliella minuta）为恰里螺属的陸生蝸牛，是中国的特有物种。恰里螺属舊屬拟阿勇蛞蝓科，今屬Chronidae科。

## 分佈
分布于北京、河北、陕西、山西、新疆等地，生活环境为陆地，主要栖息于潮湿多腐殖质的表土中以及落叶石块下。在花卉温室和菜窖中常可见到。

## 外部連結
- 維基物種上的相關：小恰里螺